# أبيناكييت
 أبيناكيتي بالإنجليزية (Abenakiite-(Ce)) هو معدن من الصوديوم، السيريوم، النيوديميوم، اللانثانم، البراسيوديميوم، الثوريوم، السماريوم، الأكسجين، الكبريت، الكربون، الفوسفور، والسيليكون
مع الصيغة الكيميائية Na26Ce6(SiO3)6(PO4)6(CO3)6(S4+O2)O.. يمكن إعطاء مجموعات السيليكات كتجمع دوري Si 6 O 18. تم تسمية المعدن على اسم أبيناكي، قبيلة ألجونكويان الهندية في نيو إنجلاند. تصنيف مقياس موس هو 4 إلى 5.

## التواجد والارتباط
اكتشف أبيناكيتي في صوداليت السيانيت في صخر زينوليث في جبال سانت هيلير، كيبيك، كندا، مع الأجيرين ،.

## الهيكل البلوري
يتواجد في تركيب سداسي بلوري:
علي شكل
- سلاسل من NaO 7، متصلة بمجموعات PO 4
- وأعمدة ذات حلقات سداسية من NaO 7 و - و SiO 4 متعدد السطوح
- ويتحد مع CO 3 في مجموعات، NaO6 مضلع ثماني الأسطح، وويتواجد SO 2 بروابط داخل الأعمدة.

## روابط خارجية
- Mindat.org
- Webmineral.org